# آرچی یاتس
آرچی یاتس (به انگلیسی: Archie Yates) یک بازیگر کودک بریتانیایی است. او برای ایفای نقش یورکی در جوجو خرگوشه (۲۰۱۹) شهرت دارد که برای آن نامزدی جایزه فیلم انتخاب منتقدان را دریافت کرد. از دیگر آثار برجسته او می‌توان به فیلم تنها در خانه (۲۰۲۱) اشاره کرد.